# توما موراتا
توما موراتا (باليابانية: 村田透馬) هو لاعب كرة قدم ياباني في مركز الهجوم، ولد في 22 يوليو 2000 في أوساكا في اليابان. لعب مع إف سي غيفو.

## وصلات خارجية
- توما موراتا على موقع رابطة كرة القدم اليابانية للمحترفين (اليابانية)
- توما موراتا على موقع قاعدة بيانات كرة القدم.إي يو (الإنجليزية)
- توما موراتا على موقع Soccerway.com (الإنجليزية)
- توما موراتا على موقع عالم كرة القدم.نت (الإنجليزية)